# Elim Garak
Elim Garak és un personatge fictici de Star Trek: Deep Space Nine en l'univers de Star Trek interpretat per Andrew J. Robinson.A la sèrie, Garak és un espia exiliat de la Unió Cardassiana i un exmembre del temut grup d'intel·ligència cardassiana anomenat l'Orde Obsidiana. Garak va ser exiliat a l'estació espacial que va passar a ser coneguda com a Espai Profund 9 i hi va establir un negoci de sastreria. Tot i que durant la majoria d'episodis de la sèrie és un sastre inofensiu, també és un personatge complex la representació del qual sovint insinua secrets ocults i una història de fons, i demostra competència en una àmplia gamma d'habilitats i coneixements en una crisi. Garak de vegades, voluntàriament o casualment, juga un paper en operacions encobertes del costat de la Federació Unida de Planetes que dirigeix Espai Profund 9. Ocasionalment, altres cardassians adverteixen al personal de la Federació que és "un home molt perillós amb una ment traïdora", però en general juga un paper força positiu, tot i que de vegades sinistre o amb múltiples capes, durant la sèrie.
Des del punt de vista de la producció, el personatge de Garak es va ampliar d'una aparició única planificada a un personatge fonamental i complex. La representació de Garak per part de Robinson també va generar debats sobre la sexualitat del seu personatge, ja que Robinson descriu Garak com a omnissexual mentre que altres el van interpretar com a gai o bisexual.

## Paper
Garak es presenta al segon episodi de la primera temporada de "Deep Space Nine", "Past Prologue". Apareix a la rèplica de "Deep Space Nine", on es presenta al doctor de l'estació, Julian Bashir, com a Garak, un sastre exiliat de Cardàssia. En el mateix episodi, es descobreix que Garak era conegut com "L'Espia" per la tripulació d’Espai Profund 9, com l'únic cardassià que quedava a l'estació després que Cardàssia acabés la seva ocupació del planeta proper, Bajor.
Garak sovint negava la seva implicació amb la temuda agència d'intel·ligència cardassiana, l'Orde d'Obsidiana, només per revelar més tard una probable connexió. A mesura que l'amistat de Garak amb Bashir es desenvolupa, es revela que era un dels agents de més alt rang de l'Orde d'Obsidiana i que va ser exiliat de Cardàssia per raons no especificades. Es suggereix que el seu exili va ser el resultat de deixar escapar presoners durant l'ocupació de Bajor o de la traïció d'Enabran Tain, cap de l'Orde, que més tard es revela que és el ressentit pare biològic de Garak. El secret de Garak el manté com un personatge d'interès i importància; més tard utilitza els seus contactes amb Cardàssia i el seu entrenament a l'Orde d'Obsidiana per ajudar la Federació en la guerra contra el Domini. Garak apareix en 37 dels 176 episodis de "Deep Space Nine", inclòs el final de la sèrie, i apareix a cadascuna de les set temporades.

## Representació

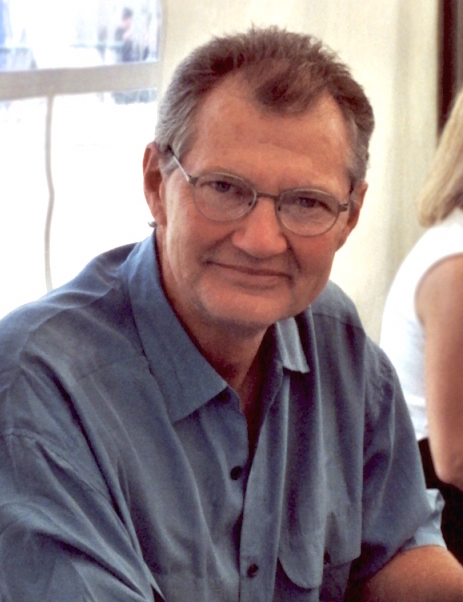
Andrew Robinson el 2000

Es pretenia que Garak fos un personatge únic; Robinson va dir que va interpretar el personatge a l'episodi pel simple fet que necessitava diners aquell mes per pagar les factures.Els productors van quedar impressionats amb l'actuació de Robinson i van decidir desenvolupar el personatge després que Robinson acceptés tornar. La decisió d'incorporar Garak a més parts de la sèrie va fer que Garak es convertís en un personatge fonamental, transformant-lo en un personatge important amb una complexitat i una ressonància inusuals.
L'actuació inicial de Robinson com a Garak va rebre escrutini, ja que la seva interpretació es va interpretar com si Garak fos homosexual o bisexual. En particular, Robinson va retratar Garak com si tingués interès sexual per Bashir, i va utilitzar això com a motivació del personatge com a actor. Robinson va negar que la seva interpretació tingués com a objectiu retratar Garak com a homosexual i va declarar que era omnisexual. Com a resultat de la controvèrsia, Robinson va eliminar la característica particular de Garak.
| «                    | Havia planejat Garak no com a homosexual o heterosexual sinó com a omnisexual, i el primer episodi que vaig tenir amb Bashir interpretat d'aquesta manera va fer que la gent s'enfadés. Així que vaig haver d'eliminar-li aquesta característica. | » |
| — Andrew J. Robinson | |   |

Garak passa de ser un simple personatge misteriós a un de complexitat i secretisme. Robinson va afirmar que la complexitat del personatge de Garak no provenia de les seves mentides, sinó de la seva negativa a donar més detalls sobre si mateix.
| «                    | L'important de Garak és que viu en el subtext. De nou, amb l'analogia de l'iceberg, la substància de Garak és el que no sents. És el que no diu. | » |
| — Andrew J. Robinson | |   |

El productor i creador Ira Steven Behr va dir que el personatge era gai, "Garak era clarament gai. Vull dir, tothom ho sabia". Behr va dir que el personatge va ser interpretat com a tal però no va ser declarat obertament perquè l'estudi no ho hauria aprovat. L'escriptor Robert Hewitt Wolfe, que va escriure diversos episodis amb Garak, també ha declarat que va escriure el personatge com a gai o bisexual i que "no seria erroni interpretar Garak com a bisexual."
A l'episodi de 2024 "Fissure Quest", de la sèrie Star Trek: Lower Decks, un Garak i un holograma intel·ligent Bashir, cadascun de diferents universos alternatius, són una parella casada a l'univers canònic de Star Trek.

## Visió general del personatge
Garak té una relació antagònica de llarga durada amb el prefecte de Bajor, Gul Dukat. A l'episodi "Civil Defense", Dukat afirma que va ser un error que el seu pare confiés en Garak una vegada i més tard a "For the Cause", es revela que Garak va fer torturar i matar el pare de Dukat. Durant l'ocupació de Bajor, Garak era un Gul que servia a la infanteria mecanitzada cardassiana, o això és el que Garak li diu a Bashir durant l'episodi "The Wire". A l'episodi "The Die is Cast", en què Garak va ser (breument) reintegrat a l'Orde d'Obsidiana, es menciona un incident entre Dukat i Garak que va involucrar un comerciant d'armes, i Garak va admetre que té previst matar Dukat quan torni a Cardàssia. Més tard, Garak va caure en desgràcia i va ser exiliat de Cardàssia. Va fugir a l'estació espacial cardassiana Terok Nor quan els cardassians es van retirar de l'estació, deixant-la a la Federació i els bajorans. Les raons de l'exili de Garak mai es van esmentar explícitament. A "The Wire", un Garak delirant va donar tres històries contradictòries sobre el seu exili: primer, que havia matat alguns presoners bajorans que fugien en els darrers dies de l'ocupació, però en el procés també va matar la filla d'un poderós oficial militar cardassià; després, que en realitat es va compadir d'alguns nens bajorans i els va permetre escapar; i finalment, que el seu millor amic Elim l'havia incriminat per deixar escapar els presoners bajorans. El nom que dóna al seu amic, "Elim", és en realitat el seu propi nom, que els altres no coneixien mentre explicava la història. A "Improbable Cause", l'antic mentor de Garak, Enabran Tain, l'acusa clarament de trair Cardàssia, però no es donen detalls.
El personatge de Garak s'elabora quan es revela el seu abús infantil. Garak, el pare del qual, Enabran Tain, era el cap de l'Orde d'Obsidiana, es veu que pateix una forma aguda de claustrofòbia d'adult. Es suggereix fermament que la seva claustrofòbia va ser el resultat del fet que el seu pare el va tancar en un armari com a càstig per no fer les seves tasques, sovint durant hores, possiblement agreujada per un incident d'adult on va poder haver quedat atrapat en un edifici que s'esfondrava. A "Afterimage", Garak només supera un atac agut d'aquesta condició amb l'ajuda d'Ezri Dax, que va ser recentment destinada a DS9 com a psicòloga de l'estació, quan ella l'ajuda a entendre i acceptar els seus sentiments de culpa pel seu paper en la guerra actual, incloent-hi la descodificació de missatges cardassians per a la Federació.
Per obtenir l'aprovació del seu pare, Garak va seguir els seus passos i es va unir a l'Orde d'Obsidiana; en un moment donat, va ser destinat a Romulus treballant com a jardiner a l'ambaixada cardassiana com a tapadora (i probablement va estar involucrat en la mort de diversos oficials romulans), fins que els cardassians el van destinar a l'ocupada Bajor. En el seu paper d'agent de l'Orde d'Obsidiana, es suggereix que Garak era un dels agents més hàbils de l'organització, amb un talent particular per a l'interrogatori, tant físic com psicològic. Garak ha demostrat habilitat en el combat cos a cos, la programació i reparació d'ordinadors, el pilotatge i el desxiframent de codis. Aquests talents van sortir a la llum en moltes ocasions i el capità Sisko els va utilitzar reclutant Garak per treballar amb el personal de la Federació, especialment durant la Guerra del Domini. A "A Time to Stand", Garak va treballar amb un destacament de la Flota Estel·lar comandat pel capità Sisko durant una missió per destruir un dipòsit de subministraments Jem'Hadar vital.
A la tercera temporada de "Deep Space Nine", durant l'intent romulà-cardassià de destruir el món natal dels Fundadors, Garak té l'oportunitat de tornar a casa demostrant a Tain que és un agent de confiança de l'Orde Obsidiana. Garak és assignat a interrogar i torturar el cap de seguretat de "Deep Space Nine", Odo, el poble del qual havia fundat el Domini. Tot i que reticent, Garak accepta demostrar la seva lleialtat a Tain i evitar que ningú més accepti l'encàrrec. Durant l'interrogatori, Garak se sorprèn en descobrir que ja no té estómac per a la tortura a sang freda i s'horroritza de fins on arriba abans que Odo reveli el seu secret (que en última instància és irrellevant per a la seva missió de totes maneres). Garak torna a Deep Space Nine amb Odo després de demanar-li disculpes i tots dos formen un vincle únic després d'adonar-se que s'assemblaven més del que havien pensat originalment, tots dos anhelant tornar a casa amb la seva gent però obligats a l'exili. Més tard, durant “In Purgatory's Shadow”, uan Garak va amb Worf al Quadrant Gamma per intentar trobar membres supervivents de l'atac fallit contra els Fundadors, un Tain moribund admet davant de testimonis que és el pare de Garak, incloent-hi la profunditat dels seus sentiments ("Hauria d'haver matat la teva mare abans que naixessis. Sempre has estat una debilitat que no em puc permetre."), finalment dient a Garak que està orgullós d'ell com a fill seu.
En les dues últimes temporades, Garak va canviar completament la seva lleialtat cap a la Federació, principalment perquè el seu antic rival polític, Gul Dukat, va prendre el control de Cardàssia i la va alinear amb el Domini. Garak utilitza els seus coneixements per ajudar la Federació en la seva guerra contra el Domini i Cardàssia. Amb Sisko, Garak va enganyar els romulans perquè entressin a la Guerra del Domini al costat de la Federació falsificant proves d'una reunió d'alt nivell del Domini per planificar la invasió de Romulus i després plantant una bomba a la llançadora d'un senador romulà, quan va concloure que les proves eren falsificades. Garak va desenvolupar un greu trauma psicològic sabent que havia contribuït a la mort dels seus companys cardassians, una condició que Ezri Dax, en el seu primer cas com a consellera, va poder tractar en un grau manejable. Cap al final de la guerra, Garak va servir com a enllaç de la Federació amb el legat Damar i la seva rebel·lió cardassiana contra el Domini, juntament amb la bajorana Kira Nerys. Com a represàlia per la rebel·lió, el Domini va matar 800 milions de cardassians. Com a resultat de la guerra i l'alliberament de Cardàssia del control del Domini, l'exili de Garak acaba.
A Star Trek: Lower Decks temporada 5, una versió de realitat alternativa de Garak serveix a bord de lAnaximander de classe Defiant com a cirurgià. També s'ha casat amb un Julian Bashir d'una realitat alternativa diferent.

### Novel·les posteriors a sèries de televisió
A la novel·la A Stitch in Time (2000) (ISBN 0-671-03885-0), escrita per Andrew Robinson, s'explora més a fons la vida de Garak. La novel·la se centra en una carta de Garak a Bashir i mostra que Garak s'ha involucrat en la reconstrucció política i social de Cardàssia. Al conte The Calling en el llibre Prophecy and Change (ISBN 0-7434-7073-7), la seva història continua.
A la novel·la The Never-Ending Sacrifice de Deep Space Nine (2009), es mostra que Garak s'ha convertit en ambaixador cardassià a la Federació Unida de Planetes. A la novel·la "Mere Mortals", que forma part de la trilogia "Star Trek: Destiny", Garak és convocat a una reunió d'emergència per la presidenta de la Federació, Nanietta Bacco. Bacco havia convocat la reunió sense precedents perquè els Borg havien llançat una invasió de l'espai local amb la intenció d'eliminar completament totes les amenaces sensibles. Després d'algunes concessions territorials, Garak va acceptar intentar convèncer el Castellan (cap d'estat) de la Unió Cardassiana perquè contribuís amb naus a una resposta massiva dels aliats als Borg.
A la novel·la  The Crimson Shadow (2013), part de la minisèrie Star Trek: The Fall, la Enterprise-E transporta l'ambaixador Garak de tornada a Cardassia per supervisar la retirada final de la Flota Estel·lar de l'espai cardassià. Tanmateix, la mera formalitat esperada en les relacions entre la Federació i els cardassians va atreure l'atenció dels terroristes cardassians que van estar involucrats en l'assassinat del president de la Federació Bacco. Al final de la novel·la, Garak decideix presentar-se a les eleccions de Castellan i aconsegueix guanyar.

## Personalitat
Aparentment, en Garak és sociable i educat, trets que utilitza per ocultar el coneixement, o la sospita, de la gent sobre la seva feina com a espia. Malgrat la seva imatge d'un ésser optimista i ben educat, és àmpliament conegut per ser enganyós, fins i tot amb aquells que considera "amics"; per exemple, el doctor Julian Bashir. En Garak és reservat, sovint creant històries elaborades sobre si mateix per evitar l'escrutini sobre el seu exili. Com va dir una vegada el seu pare Tain d'ell, una de les filosofies bàsiques d'en Garak és "Mai diguis la veritat quan una mentida serveix". Una vegada va explicar la seva creença que "la veritat sol ser només una excusa per la manca d'imaginació". En un moment donat, el Doctor Bashir li va explicar la història de "The Boy Who Cried Wolf" i en sentir la moral ("ningú creu un mentider quan diu la veritat"), Garak va insistir que la veritable moral era: "mai no s'hauria de dir la mateixa mentida dues vegades".
A l'episodi "Favor the Bold", Bashir l'acusa de ser pessimista i es defensa afirmant: "Sempre espero el millor. L'experiència, malauradament, m'ha ensenyat a esperar el pitjor". En diverses ocasions, quan un personatge que d'altra banda confiat o idealista expressa una manca de confiança en ell, reacciona positivament, comentant que "potser encara hi ha esperança per a tu".
En nombroses ocasions es veu que Garak té conflictes interns entre la seva moral i les seves obligacions amb el comandament central cardassià. Malgrat les proves substancials que suggereixen que era un agent de l'Orde Obsidiana, Garak nega en diverses ocasions haver estat mai involucrat amb el grup, afirmant que només és "un simple Garak, un sastre del Promenade" i que les seves dificultats amb el govern cardassià provenen de l'evasió fiscal. Repeteix aquesta història amb freqüència, fins i tot a persones que sap que coneixen (alguna part de) la veritat sobre el seu passat, i fins i tot aquells que desconeixen el passat de Garak troben l'afirmació dubtosa, en el millor dels casos.

## Univers Mirall
A l'univers mirall Garak és un Gul cruel i sàdic de l'exèrcit cardassià. Era el segon al comandament de l'intendent Kira i li molestava la seva autoritat. La contrapart de l'univers mirall de Worf va culpar personalment Garak de perdre l'estació Terok Nor a causa d'una rebel·lió d'esclaus terrans (humans), tot i que Garak va culpar Kira i va intentar manipular Worf perquè intentés venjar-se d'ella.
Segons sembla, a Robinson no li agradava retratar aquesta versió de Garak, ja que no tenia la profunditat o la complexitat de la seva contrapart, sinó que servia com un simple servent traïdor. Aquesta qualitat es va notar en la seva última aparició quan Quark, Rom i Zek van viatjar a l'Univers Mirall, Quark i Rom criticant els plans de Mirall-Garak de simplement matar-los parlant de les elaborades extremitats a les quals arribarien els seus Garak, cosa que va resultar en Mirall-Garak mort per la versió Mirall d'Ezri Tigan mentre estava distret.

## Aparicions
Garak va aparèixer als següents episodis de Star Trek: Deep Space Nine:
| - "Past Prologue" - "Cardassians" - "Profit and Loss" - "The Wire" - "Crossover" - "The Search: Part 2" - "Second Skin" - "Civil Defense" - "Distant Voices" - "Through the Looking Glass" - "Improbable Cause" - "The Die Is Cast" - "The Way of the Warrior" - "Our Man Bashir" - "Shattered Mirror" - "For the Cause" - "Body Parts" - "Broken Link" - "Things Past" | - "In Purgatory's Shadow" - "By Inferno's Light" - "Empok Nor" - "Call to Arms" - "A Time to Stand" - "Rocks and Shoals" - "Favor the Bold" - "Sacrifice of Angels" - "In the Pale Moonlight" - "Tears of the Prophets" - "Afterimage" - "The Emperor's New Cloak" - "Inter Arma Enim Silent Leges" - "When It Rains…" - "Tacking Into the Wind" - "Extreme Measures" - "The Dogs of War" - "What You Leave Behind" |

Garak va aparèixer a la cinquena temporada i penúltim episodi de Star Trek: Lower Decks, "Fissure Quest".

## Recepció
El 2009, IGN va classificar Garak com el 14è millor personatge de Star Trek en general.
El 2017, Screen Rant va classificar Garak com el 14è millor personatge de tots els Star Trek. Assenyalen que el personatge és estimat pels fans, tot i que sembla tenir una qualitat moralment grisa que alimenta un nivell de misteri sobre el cardassià aparentment exiliat. Assenyalen que l'actor que va interpretar Garak va escriure A Stitch In Time i el va recomanar per als aficionats a aquest personatge de Star Trek: Deep Space Nine.
El 2018, CBR va classificar Garak com el segon millor personatge recurrent de tots els Star Trek.
El 2020, Screen Rant va classificar Garak com un dels cinc personatges més agradables de la sèrie.